# Владимир Райчевич
Владимир Райчевич (серб. Владимир Раичевић; нар. 2 травня 1949 року, Травник) — сербський шахіст, гросмейстер від 1976 року.

## Шахова кар'єра
Неодноразово брав участь у фіналі чемпіонату Югославії, найбільшого успіху досягнувши 1979 року в Б'єловарі, де завоював срібну медаль (переміг тоді Іван Немет). Досягнув низки успіхів на міжнародних турнірах, з яких одним з найбільшим була одноосібна перемога на турнірі Босна в Сараєво (1978). До інших значущих результатів належать: 3-тє місце в Сомборі (1974, позаду Яна Тіммана і Бориса Гулька), 3-тє місце у Врнячці-Бані (1974), 3-тє місце в Новому Саді (1974), 1-2-ге місце у Врнячці-Бані (1976), 1-ше місце в Белграді (1977), 2-3-тє місце в Сомборі (1978), 3-тє місце в Оджаці (1978), 2-3-тє місце в Бадені (1980), 1-ше місце у Валево (1984) і поділив 3-тє місце в Панчево (1985, позаду Даніеля Кампори і Альдо Аїка, разом з Амадором Родрігесом та Іваном Моровічем Фернандесом).
Найвищий рейтинг Ело в кар'єрі мав станом на 1 травня 1974 року, досягнувши 2490 очок ділив тоді 95-103-тє місце в світовому рейтинг-листі ФІДЕ, одночасно ділячи 9-11-те місце серед югославських шахістів. Починаючи з 1993 року в турнірах під егідою ФІДЕ бере участь рідко.

## Зміни рейтингу
| На цьому місці має відображатися графік чи діаграма, однак з технічних причин його відображення наразі вимкнено. Будь ласка, не видаляйте код, який викликає це повідомлення. Розробники вже працюють для того, щоби відновити штатне функціонування цього графіка або діаграми. | |
| | На цьому місці має відображатися графік чи діаграма, однак з технічних причин його відображення наразі вимкнено. Будь ласка, не видаляйте код, який викликає це повідомлення. Розробники вже працюють для того, щоби відновити штатне функціонування цього графіка або діаграми. |